# Pad bespilotne letjelice u Zagrebu 2022.
45°47′01″N 15°56′39″E / 45.78361°N 15.94417°E
Dana 10. ožujka 2022. u 23:01 po srednjoeuropskomu vremenu, neidentificirana izviđačka bespilotna letjelica (UAV, eng. unmanned aerial vehicle), Tupoljev Tu-141, sovjetske proizvodnje srušila se u Zagrebu, glavnomu gradu Hrvatske.

## Tehnološka pozadina
Tupoljev Tu-141, bespilotna letjelica (UAV) sovjetske proizvodnje prvotno je stvorena kasnih 1970-ih godina. Teška je gotovo šest tona, a lansira se s kamiona s kojeg joj se također programira i putanja leta. Analitičari opisuju da se nakon lansiranja Tu-141 ponaša više kao moderna krstareća raketa nego kao tradicionalni UAV. Kad se let završi, letjelica se spušta na pomoću padobrana kako bi se mogla ponovno upotrijebiti. Domet zrakoplova je 1000 km.

## Pad
Bespilotna letjelica ušla je u rumunjski zračni prostor oko 23:23 (EET), gdje su ga promatrale Rumunjske zračne snage. Kroz rumunjski zračni prostor letjela je 3 minute. Potom je nastavila letjeti kroz mađarski zračni prostor sljedećih 40 minuta, gdje ju je promatralo i Mađarsko ratno zrakoplovstvo. Naposljetku ušla je u hrvatski zračni prostor leteći brzinom od 700 km/h na nadmorskoj visini od 1300 metara, gdje ju je primijetio hrvatski vojni radar. Nakon sedam minuta provedenih u hrvatskom zračnom prostoru, srušio se u naselju Horvati u Zagrebu, oko 50 m udaljeno od Studentskoga doma Stjepan Radić. Udar bespilotne letjelice oborio je jednog čovjeka s bicikla i oštetio 40 automobila parkiranih u blizini. Udar je također probudio i uznemirio studente u domu.

## Istraga
Hrvatska civilna i vojna policija brzo je označila opseg nesreće. Sljedećega jutra, američki analitičar Tyler Rogoway identificirao je letjelicu i izjavljuje kako se najvjerojatnije radio o Tupoljevu Tu-141 iz sovjetskoga razdoblja, što je također potkrijepljeno ćiriličnim natpisima i oznakama crvene zvijezde pronađene na razbacanim krhotinama u blizini mjesta udara. Na obližnjim stablima visjelo je i nekoliko padobrana. Tijekom 12. ožujka, Hrvatska je vojska nastavila s iskopavanjem preostaloga većega dijela ruševina, koji je bio zabijen u zemlju. Krhotine su odvezene na tajno mjesto. Istoga dana, načelnika Glavnog stožera Hrvatske kopnene vojske brigadir Vlado Kovačević izjavljuje kako je pronađena crna kutija iz letjelice, te kako neki fragmenti upućuju na mogućnost da je u zrakoplovu bio i eksplozivni uređaj.

## Odjek

### U Hrvatskoj
Spor ili nepostojeć odgovor službi protuzračne obrane izazvao je zabrinutost hrvatske javnosti, a neki su incident uspoređivali s letom Mathiasa Rusta na Crveni trg 1987.
Hrvatski predsjednik Zoran Milanović nesreću je opisao »ozbiljnim incidentom« i dodao »da u takvim situacijama ovisimo o zapadnim saveznicama [...] dok je tu očito bilo neuspjeha«.
Premijer Hrvatske Andrej Plenković izjavio je 12. ožujka da je »[to] čista i jasna prijetnja i tu se moralo reagirati i u NATO-u i u EU. Ovakvu situaciju ne možemo tolerirati niti bi se ona smjela dogoditi. Ovo je moglo pasti na nuklearnu elektranu u Mađarskoj.« Također je izjavio da je o situaciji napisao pismo glavnomu tajniku NATO-a.
Zagrebački gradonačelnik Tomislav Tomašević održao je novinarsku konferenciju na kojoj je izjavio da nema stradalih, ali ima materijalne štete. Dana 12. ožujka 2022. Tomašević je kritizirao određene neimenovane strane medijske izvore zbog navodnoga lažnoga predstavljanja mjesta nesreće. Izjavio je: »Moram priznati da mi dosta smetaju informacije u stranim medijima u kojima čitam da se tako velika vojna letjelica srušila u predgrađu Zagreba ili da se srušila pored Zagreba. Ne, nije se srušila pored Zagreba, srušila se usred Zagreba, u gusto naseljenom području, i nije se srušila ni u kakvom predgrađu. To je nešto što se nikako ne bi smjelo događati i tu institucije trebaju dati odgovor kako se to uopće dogodilo i kako da se više nikad ne ponovi.«
Pilot Hrvatskoga ratnoga zrakoplovstva, Ivan Selak, kritizirao je sporu reakciju Zapovjednoga centra NATO-a u Torrejonu u Španjolskoj.
Jutarnji list izvijestio je 12. ožujka 2022. da bi Hrvatska mogla zatražiti od Sjedinjenih Američkih Država instaliranje njihovog raketnog sustava Patriot u zemlji.

### Inozemni
- Savjetnik ukrajinskog ministra obrane Markijan Lubkviskyi u izjavi hrvatskim medijima opovrgnuo je pripadnost bespilotne letjelice Ukrajini.[25] U naknadnom odgovoru na pisanje ruske novinske agencije TASS, Državna služba za specijalne komunikacije Ukrajine također je ustvrdila kako dotični UAV posjeduju i ruske i ukrajinske oružane snage. Međutim, prema njima, ukrajinske inačice bespilotnih letjelica Tu-141 označene su ukrajinskim grbom, dok ruske inačice imaju oznaku crvene zvijezde.[26]

- Rusko veleposlanstvo u Zagrebu također je zanijekalo vlasništvo nad srušenom letjelicom, rekavši da je »dron proizveden na području Ukrajine« te da ruske oružane snage takve bespilotne letjelice nisu koristile još od 1991. godine.[27]

- Mađarski ministar vanjskih poslova i trgovine Péter Szijjártó izjavio je da se mađarska vlada uključila u istragu o UAV-u.[28]